# Нахум Цемах
Нахум Цемах Давид (іврид היה מורה לעברית, нім. Nahum Zemach, рос. Наум Лазаревич Цемах; нар. 1887, Волковиськ, Російська імперія — пом. 1939, Нью-Йорк, США) — єврейський актор і режисер. Один із засновників театру «Габіма».

## Біографія
Нахум Цемах народився у польскому селищі Рогожниця, що біля Волковиська (нині Білорусь) у родині Еліезера Цемаха і Зісли Домовської. Після смерті батька, 1909 року разом із родиною переїхав у Білосток, де влаштувався вчителем староєврейської мови. Того ж року розпочав свою театральну діяльність: зібрав трупу «Габіма га-іврит» і поставив першу виставу на івриті за часів Російської імперії. 1917 року разом з акторами Менахемом Гнесіним і Ханною Ровінь, молодий режисер за сприяння відомого театрального діяча К. С. Станіславського заснував єврейський театр «Габіма». Від 1923 року — Державний академічний театр.
Один з найвідоміших Вистава «Гадібук» (Москва, 1922, режисер - О. Б. Вахтангов) - найвідоміша вистава театру, що не сходила зі сцени до кінця 1960-х років. У 1924 році театр виступає в будинку Лазаревського інституту на Вірменському провулку.
1927 року, під час гастролей в США, відбувся розкол трупи Габіми. Нахум Цемах із деякими акторами залишається в Америці, тоді як основна трупа переїжджає до Ерец-Ісраель. В Америці Нахум Цемах стає і викладачем і займається режисурою. У 30-ті роки - у Тель-Авіві, Нахум Цемах спробував відновити колишню трупу Габіма, але безуспішно. У 1937 році повертається в США.

## Родина
Рідний брат — актор В. Л. Цемах,
Сестра — акторка Шифра Баракас-Цемах,
Дружина — актриса М. Гольдіна.
Син — Аріель (Чарлз) Цемах (1930 р.), професор фізики в університеті Лос-Аламос, США.

## Театральна діяльність
У театрі «Габіма»:
- Вечір студійних робіт (1918)
- Вічний жид (1920) (за Давидом Пінським)
- Гадібук (1922) (за С. Ан-ським ) - Азріель
- Сон Якова (1925) (за Р. Бер-Гофман )